# Gus Leger
Pas d'image ? Cliquez ici

a Compétitions nationales et continentales officielles uniquement.

b Matchs officiels uniquement.
Dernière mise à jour le 4 février 2019.
Augustine Joseph Leger, né le 12 octobre 1974 à Tokoroa en Nouvelle-Zélande, est un joueur de rugby à XV tongien qui joue avec l'équipe des Tonga entre 2001 et 2003, évoluant au poste de centre ou d'arrière (1,85 m pour 100 kg).

## Carrière

### En club
Gus Leger est d'abord formé au rugby à XV avec l'Avondale College d'Auckland, et il joue avec l'équipe de Nouvelle-Zélande de rugby à XV des moins de 17 ans. Il rejoint ensuite les États-Unis où il joue au baseball pendant trois saisons. Il rentre ensuite en Nouvelle-Zélande où il pratique le softball, devenant international néo-zélandais puis samoan de la discipline. Il joue également au rugby avec East Coast puis les Counties Manukau. Il joue avec équipe des Tonga entre 2001 et 2003, participant à la coupe du monde 2003 en Australie.

### En équipe nationale
Il a eu sa première cape internationale le 10 novembre 2001, à l’occasion d’un match contre l'équipe d'Écosse, et sa dernière le 29 octobre 2003 contre l'équipe du Canada.

## Palmarès
- 15 sélections avec l'Équipe des Tonga de rugby à XV
- 0 points
- Sélections par année : 2 en 2001, 5 en 2002 et 8 en 2003

Gus Leger a disputé trois matchs de la coupe du monde de rugby 2003.